# Eobia subparallela
Eobia subparallela es una especie de coleóptero de la familia Oedemeridae.

## Distribución geográfica
Habita en Banguey.